# Disporella robusta
Disporella robusta är en mossdjursart som beskrevs av Alvarez 1992. Disporella robusta ingår i släktet Disporella och familjen Lichenoporidae. Inga underarter finns listade i Catalogue of Life.